# Les Gens de la nuit
Pour plus de détails, voir Fiche technique et Distribution.

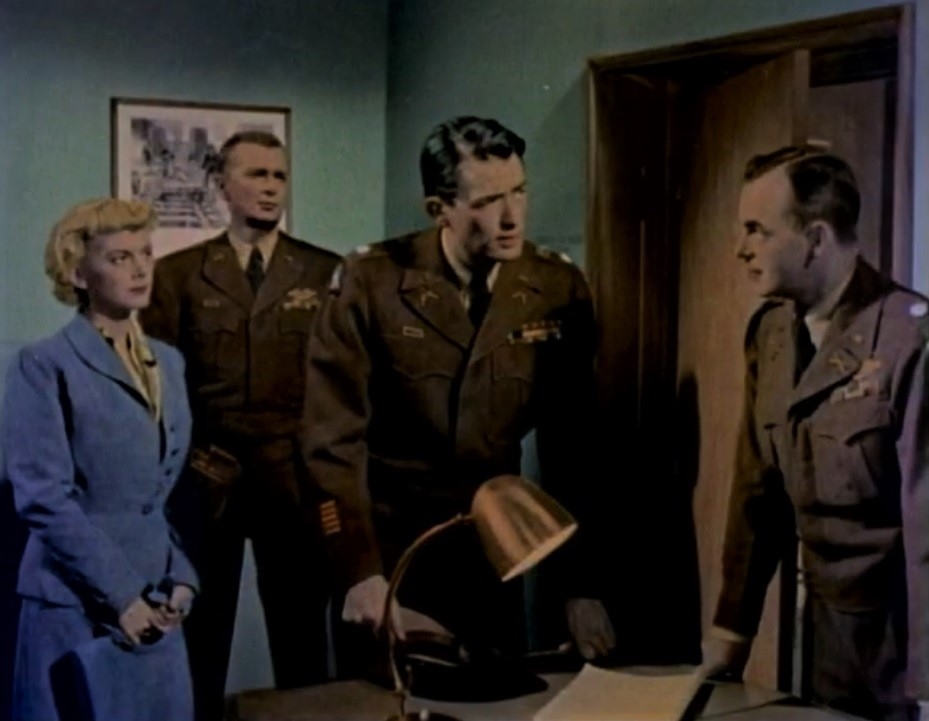
Anita Björk, Buddy Ebsen, Gregory Peck et Hugh McDermott (de g. à d.)

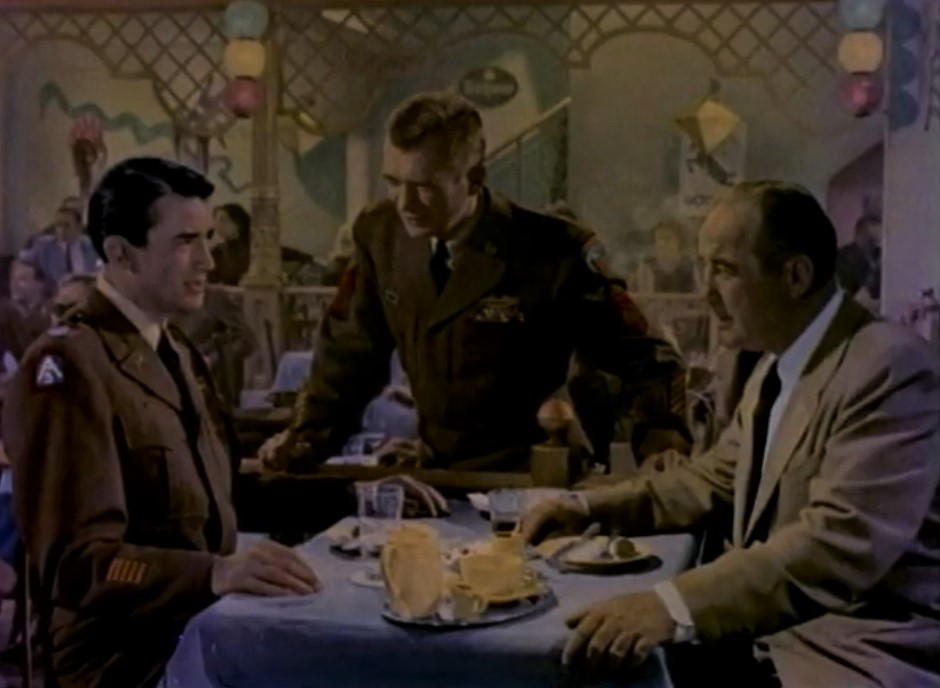
Gregory Peck, Buddy Ebsen et Broderick Crawford (de g. à d.)

Les Gens de la nuit (Night People) est un film américain réalisé par Nunnally Johnson, sorti en 1954.
C'est son premier film comme réalisateur.

## Synopsis
En 1954 à Berlin-Ouest dans le secteur américain, le caporal John Leatherby est enlevé par des agents soviétiques. Charles Leatherby, son père, fait jouer ses relations influentes pour tenter de le faire libérer, notamment auprès du colonel Steve van Dyke, chargé des opérations. Ce dernier lui fait comprendre qu'il n'est pas si simple de négocier avec les Soviétiques qui, en définitive, exigent un échange entre le soldat américain et les Schindler, un couple âgé dont le passé est quelque peu mystérieux.

## Fiche technique
- Titre : Les Gens de la nuit
- Titre original : Night People
- Réalisateur et producteur : Nunnally Johnson
- Scénario : Nunnally Johnson et (non crédité) W. R. Burnett, d'après une histoire de Jed Harris et Thomas Reed
- Directeur de la photographie : Charles G. Clarke
- Musique : Cyril J. Mockridge
- Direction musicale : Lionel Newman
- Direction artistique : Hans Kuhnert et Theo Zwierski
- Costumes : Ursula Maes et Charles Le Maire
- Montage : Dorothy Spencer
- Société de production : Twentieth Century Fox
- Genre : Film d'espionnage
- Format : Couleur (CinemaScope et Technicolor)
- Durée : 93 minutes
- Dates de sortie : 
  - États-Unis : 12 mars 1954
  - France : 18 mars 1955
- Affiche : Roger Soubie (France)

## Distribution
- Gregory Peck (VF : Jean Davy) : Le colonel Steve van Dyke
- Broderick Crawford (VF : Pierre Morin) : Charles Leatherby
- Anita Björk : Fraulein Hoffmeier 'Hoffy' alias Fraulein Stamm
- Rita Gam (VF : Jacqueline Ferrière) : Ricky (Claire en VF) Cates
- Walter Abel (VF : Gérard Férat) : Le major Foster
- Buddy Ebsen (VF : Claude Bertrand) : Le sergent Eddie McColloch
- Casey Adams (VF : Lucien Bryonne) : Frederick S. Hobart
- Jill Esmond (VF : Lita Recio) : Frau Schindler alias Rachel Cameron
- Peter van Eyck (VF : Serge Nadaud) : Sergueï 'Petrey' (« Petrech » en VF) Petrochine
- Marianne Koch : Kathy Gerhardt
- Ted Avery (VF : Philippe Mareuil) : Le caporal John 'Johnny' Leatherby
- Hugh McDermott (VF : William Sabatier) : Le major Burns
- Paul Carpenter (VF : Jean-Henri Chambois) : Eddie Whitby
- John Horsley (VF : Roger Tréville) : Le lieutenant-colonel Stanways
- Lionel Murton (VF : Ulric Guttinguer) : Norman Lakeland

Et, parmi les acteurs non crédités :
- Anton Färber : Herr Schindler alias Général Gerd von Kratzenow
- Rodolfo Acosta : (rôle indéterminé)